# Donald Piper
Donald Arthur "Don" Piper, född 5 mars 1911 i Peoria i Illinois, död 25 mars 1963 i Temple City, var en amerikansk basketspelare.
Piper blev olympisk mästare i basket vid sommarspelen 1936 i Berlin.